# Marmopteryx animata
Marmopteryx animata är en fjärilsart som beskrevs av Richard F. Pearsall 1906. Marmopteryx animata ingår i släktet Marmopteryx och familjen mätare. Inga underarter finns listade i Catalogue of Life.